# Landkreis Schwabach
Der Landkreis Schwabach gehörte zum bayerischen Regierungsbezirk Mittelfranken. Vor dem Beginn der bayerischen Gebietsreform am Anfang der 1970er Jahre umfasste der Landkreis 49 Gemeinden.

## Geographie

### Wichtige Orte
Die größten Orte waren Wendelstein, Roth, Abenberg und Spalt. Die Kreisstadt war das nicht zum Landkreis gehörende Schwabach.

### Nachbarkreise
Der Landkreis grenzte 1972 im Uhrzeigersinn im Nordwesten beginnend an den Landkreis Fürth, an die kreisfreie Stadt Nürnberg sowie an die Landkreise Neumarkt in der Oberpfalz, Hilpoltstein, Weißenburg in Bayern, Gunzenhausen und Ansbach.

## Geschichte

### Bezirksamt
Das Bezirksamt Schwabach wurde im Jahr 1862 durch den Zusammenschluss der Landgerichte älterer Ordnung Roth und Schwabach gebildet.
Anlässlich der Reform des Zuschnitts der bayerischen Bezirksämter erhielt das Bezirksamt Schwabach am 1. Januar 1880 Gemeinden des aufgelösten Bezirksamtes Heilsbronn bei Abtretung der Gemeinde Fünfbronn an das Bezirksamt Gunzenhausen.
Am 15. Juni 1922 trat das Bezirksamt Schwabach die Gemeinden Eibach, Reichelsdorf und Röthenbach bei Schweinau sowie Gebietsteile der Gemeinde Deutenbach an die Stadt Nürnberg ab. Der Rest der aufgelösten Gemeinde Deutenbach kam zur Gemeinde Stein bei Nürnberg und somit zum Bezirksamt Nürnberg.

### Landkreis
Am 1. Januar 1939 wurde im Deutschen Reich die einheitliche Bezeichnung Landkreis eingeführt. So wurde aus dem Bezirksamt der Landkreis Schwabach.
Am 1. April 1940 wurde die kreisfreie Stadt Schwabach in den Landkreis eingegliedert. Dies wurde am 1. April 1948 wieder rückgängig gemacht.
Am 1. Juli 1972 wurde der größte Teil des Landkreises im Zuge der Gebietsreform in Bayern mit dem größten Teil des ebenfalls aufgelösten Landkreises Hilpoltstein zum neuen Landkreis Roth bei Nürnberg zusammenfasst. Am 1. Mai 1973 erhielt der neue Landkreis seine heutige Bezeichnung Landkreis Roth. Die Gemeinden Penzendorf und Wolkersdorf (außer Holzheim; dies kam zur Stadt Nürnberg) wurden in die Stadt Schwabach eingemeindet. Die Gemeinden Katzwang und Worzeldorf sowie der Markt Kornburg wurden in die Stadt Nürnberg eingemeindet. Die Gemeinden Hergersbach, Untereschenbach und Winkelhaid wurden in die Stadt Windsbach und somit in den Landkreis Ansbach umgegliedert.
Die Stadt Schwabach selbst war nur vom 1. April 1940 bis zum 31. März 1948 kreisangehörige Stadt, sonst war sie immer kreisfrei und wurde 1972 durch Eingemeindungen noch vergrößert, verlor jedoch den Sitz des Landratsamts an die Stadt Roth.

## Einwohnerentwicklung
| Jahr | Einwohner | Quelle |
| ---- | --------- | ------ |
| 1864 | 27.668    | [ 6 ]  |
| 1885 | 32.848    | [ 7 ]  |
| 1900 | 33.697    | [ 8 ]  |
| 1910 | 37.234    | [ 8 ]  |
| 1925 | 31.874    | [ 9 ]  |
| 1939 | 51.181    | [ 10 ] |
| 1950 | 53.659    | [ 11 ] |
| 1960 | 54.800    | [ 12 ] |
| 1971 | 76.300    | [ 13 ] |

## Gemeinden
Kursiv gesetzte Orte sind noch heute selbständige Gemeinden. Bei den Orten, die heute nicht mehr selbständig sind, ist vermerkt, zu welcher Gemeinde der Ort heute gehört.
Städte

- Abenberg
- Roth
- Schwabach (1940–1948)
- Spalt

Märkte

- Kornburg (Stadt Nürnberg)

Landkreis Schwabach, Gemeindegrenzenkarte von 1961

- Schwand b. Nbg, seit dem 1. Mai 1978: Schwanstetten
- Wendelstein

Weitere Gemeinden
| - Aurau (Gemeinde Büchenbach) - Barthelmesaurach (Gemeinde Kammerstein) - Beerbach (Stadt Abenberg) - Belmbrach (Stadt Roth) - Bernlohe (Stadt Roth) - Büchenbach - Dürrenmungenau (Stadt Abenberg) - Ebersbach (Stadt Abenberg) - Eckersmühlen (Stadt Roth) - Georgensgmünd - Großschwarzenlohe (Markt Wendelstein) - Großweingarten (Stadt Spalt) - Günzersreuth (Gemeinde Kammerstein) - Gustenfelden (Gemeinde Rohr) - Hergersbach (Stadt Windsbach) | - Kammerstein - Katzwang (Stadt Nürnberg) - Kleinschwarzenlohe (Markt Wendelstein) - Leerstetten (Markt Schwanstetten) - Mäbenberg (Gemeinde Georgensgmünd) - Mosbach (Stadt Spalt) - Obersteinbach ob Gmünd (Stadt Abenberg) - Ottersdorf (Gemeinde Büchenbach) - Penzendorf (Stadt Schwabach) - Petersgmünd (Gemeinde Georgensgmünd) - Pfaffenhofen (Stadt Roth) - Prünst (Gemeinde Rohr) - Raubersried (Markt Wendelstein) - Rednitzhembach - Regelsbach (Gemeinde Rohr) | - Rittersbach (Gemeinde Georgensgmünd) - Röthenbach b. Sankt Wolfgang (Markt Wendelstein) - Rohr - Rothaurach (Stadt Roth) - Untereschenbach (Stadt Windsbach) - Unterreichenbach (Stadt Schwabach) - Volkersgau (Gemeinde Kammerstein) - Wallesau (Stadt Roth) - Walpersdorf (Gemeinde Rednitzhembach) - Wassermungenau (Stadt Abenberg) - Wernfels (Stadt Spalt) - Winkelhaid (Stadt Windsbach) - Wolkersdorf1 (Stadt Schwabach) - Worzeldorf (Stadt Nürnberg) |

1Die Gemeinde Wolkersdorf hieß bis 1959 Dietersdorf.

## Kfz-Kennzeichen
Am 1. Juli 1956 wurde dem Landkreis bei der Einführung der bis heute gültigen Kfz-Kennzeichen das Unterscheidungszeichen SC zugewiesen. Es wird nur in der Stadt Schwabach durchgängig bis heute ausgegeben. Im Landkreis Roth wurde es bis zum 3. August 1974 ausgegeben. Zur Unterscheidung von Einwohnern der Stadt Schwabach und des Landkreises Schwabach wurden an die Stadtbewohner damals nur Kennzeichen mit einem Unterscheidungsbuchstaben ausgegeben (z. B. SC-X 999), während den Landkreisbewohnern stets zwei Unterscheidungsbuchstaben zugeteilt wurden (z. B. SC-XY 77).